# Las Lajitas
Las Lajitas est une localité argentine située dans la province de Salta et dans le département d'Anta. En 2020, la localité compte 14 598 habitants.

## Histoire
Le 31 octobre 1940, la localité de Las Lajitas a été créée au lieu dit Piquete de Anta, par la loi provinciale no 551, et a été appelée « El Piquete » jusqu'en 1948. Puis elle a été déplacée à son emplacement actuel, entre autres raisons, en raison de la ligne de chemin de fer dont elle bénéficiait. Son économie d'origine était basée sur l'exploitation du bois.
À partir des années 1970, elle a commencé à développer la culture des céréales, principalement du soja, et est actuellement le principal producteur de la province. Le 13 juin, elle célèbre sa fête patronale en l'honneur de San Antonio de Padua. Cette célébration remonte à 1952, lorsque Don Emilio Fay, un ouvrier local, a construit une petite chapelle pour abriter l'image de ce saint. Chaque 13 juin, la famille Fay l'emmenait en procession dans les rues du village, jusqu'à ce qu'il soit déclaré Saint de ce lieu par les autorités ecclésiastiques. Lors de la construction de l'église principale, la même image du saint, offerte par la famille Fay, y trônait.

## Sismologie
La sismicité de la province de Salta est fréquente et de faible intensité, avec un silence sismique de séismes moyens à graves tous les 40 ans.
- Séisme de 1930 : bien que de telles catastrophes géologiques se produisent depuis la préhistoire, le séisme du 24 décembre 1930[1], a marqué une étape importante dans l'histoire des événements sismiques à Jujuy, classé 6,4 sur l'échelle de Richter. Mais même en prenant les meilleures précautions nécessaires et/ou en restreignant les codes de construction, aucun changement ne s'est fait ressentir[2]
- Séisme de 1948 : séisme qui s'est produit le 25 août 1848 et qui est classé 7,0 sur l'échelle de Richter, il a détruit des bâtiments et ouvert de nombreuses fissures dans de vastes zones[1],[2]
- Séisme de 2010 : apparu le 27 février 2010 et classé 6,1 sur l'échelle de Richter.